# Saint-M'Hervé
 Saint-M'Hervé  es una población y comuna francesa, situada en la región de Bretaña, departamento de Ille y Vilaine, en el distrito de Rennes y cantón de Vitré-Est.

## Demografía
| 1215 | 1217 | 1189 | 1193 | 1144 | 1213 |
| Para los censos de 1962 a 1999 la población legal corresponde a la población sin duplicidades (Fuente: INSEE [Consultar]) |      |      |      |      |      |